# One Chicago
Le One Chicago (anciennement connu sous le nom de One Chicago East Tower) est un gratte-ciel à usage mixte de la ville de Chicago, dans l'État de l'Illinois, aux États-Unis. Achevé en 2022, le bâtiment s'élève à 296 mètres. Il se trouve au 1 West Chicago Avenue, dans le quartier de River North, au cœur du secteur de Near North Side. En 2023, il constitue le 8e plus haut gratte-ciel de Chicago et le 34e plus haut gratte-ciel des États-Unis.

## Description
Le site de l'immeuble abritait auparavant un parking appartenant à l'archidiocèse de Chicago. L'archidiocèse projeta de développer le site pour y construire une structure par l'intermédiaire de la banque d'investissement Eastdil (axée sur l'immobilier jusqu'en 2016). Le développement a été approuvé par la Chicago Plan Commission (en français « Commission du plan de Chicago ») en 2018. L'immeuble a été inauguré en 2021.
En avril 2019, le promoteur JDL a annoncé que le nom du projet « One Chicago Square » fut changé en « One Chicago » afin de mieux relier la propriété à son adresse de 1 West Chicago Avenue.
Le 14 avril 2022, un grand morceau de verre est tombé du One Chicago en raison de vents violents. Le verre a manqué de peu un piéton qui marchait près de l'intersection de State Street et Superior Street.

## Design
Les cabinets d'architectes Goettsch Partners et Hartshorne Plunkard Architecture ont conçu les bâtiments. Le complexe comprend deux tours reliées par un podium central. Une fois achevée, la plus haute des deux tours est devenue le huitième plus haut gratte-ciel de Chicago avec au total 76 étages. Durant la construction du bâtiment, la hauteur finale n'était pas encore connue des investisseurs. À la fin du projet, une flèche fut ajoutée au sommet de la structure.

## Usage
Il s'agit d'un projet à usage mixte, bien que principalement résidentiel, avec 812 unités résidentielles.
Les commerces prévus sur le podium des deux tours comprennent un Whole Foods Market et un centre sportif de luxe Life Time, ainsi qu'un restaurant haut de gamme et un centre événementiel destiné aux réceptions de mariages à la cathédrale du Saint-Nom de Chicago.
L'immeuble comprend 735 appartements, 77 condominiums, 55 000 m2 d'espaces de bureaux, 188 000 m2 d'espaces commerciaux et un centre Life Time Fitness.